# ۵۵۶۰ امیتیس
سیارک ۵۵۶۰ (به انگلیسی: 5560 Amytis، نامگذاری:1990MX) پنج هزار و پانصد و شصتمین سیارک کشف شده‌است که در ۲۷ ژوئن ۱۹۹۰ کشف شد.
قدر مطلق سیارک برابر ۱۲٫۹۰ است.